# Sedoheptulose-7-phosphat
Sedoheptulose-7-phosphat ist ein Ester aus Sedoheptulose und Phosphorsäure. Es ist ein Zwischenprodukt des Pentosephosphatwegs (PPP). Im Kohlenhydratstoffwechsel spielt das D-Isomer eine zentrale Rolle.

## Reaktionen

Katalysierte Übertragung einer Dihydroxyacetongruppe von Sedoheptulose-7-phosphat (1) nach Glycerinaldehyd-3-phosphat (2). Daher wird die Transaldolase auch als Dihydroxyaceton-Transferase bezeichnet. Es entstehen Erythrose-4-phosphat (3) und Fructose-6-phosphat (4).

D-Sedoheptulose-7-phosphat ist ein wichtiges Intermediat des nicht-oxidativen (reversiblen) Abschnitts des Pentosephosphatwegs.
So kann es unter der Einwirkung des Enzyms Transaldolase aus Erythrose-4-phosphat und Fructose-6-phosphat, zusammen mit Glycerinaldehyd-3-phosphat entstehen. Bei der Reaktion wird eine Dihydroxyacetongruppe übertragen. Alternativ wird S7P durch eine Transketolasereaktion gebildet, hierbei katalysiert die Transketolase die Übertragung einer C2-Einheit (Glycolaldehydgruppe) aus Xylulose-5-phosphat auf Ribose-5-phosphat, so dass aus ersterem Glycerinaldehyd-3-phosphat, aus letzterem Sedoheptulose-7-phosphat entstehen.
S7P wird auch durch das Enzym Sedoheptulokinase (EC 2.7.1.14) aus Sedoheptulose und ATP gebildet, gemäß:
{\displaystyle \mathrm {{\text{Sedoheptulose}}+ATP\longrightarrow } } {\displaystyle \mathrm {{\text{Sedoheptulose-7-phosphat}}+ADP} }
Dadurch kann S7P direkt in den Kohlenhydratstoffwechsel zugeführt werden, analog Glucose-6-phosphat mittels der Glucokinase.
Schließlich katalysiert das Enzym Sedoheptulose-bisphosphatase (SPBase) (EC 3.1.3.37) die Hydrolyse von Sedoheptulose-1,7-bisphosphat zu S7P gemäß:
{\displaystyle \mathrm {{\text{Sedoheptulose-1,7-bisphosphat}}+H_{2}O\longrightarrow } } {\displaystyle \mathrm {{\text{Sedoheptulose-7-phosphat}}+P_{i}} }
In Pflanzen dient die SPBase im Calvin-Zyklus, um S7P dem nicht-oxidativen Pentosephosphatweg zur Verfügung zu stellen. In Hefe erzeugt die SPBase S7P, das im weiteren Verlauf für die Riboneogenese, der Bildung von Ribose-5-phosphat ohne Entstehung von NADPH, eine Rolle spielt.